# Muhafiz (vojska)
Muhafiz je pojam iz osmanske vojne terminologije. Vše je značenja koja se svode čuvara tvrđave. Raspon značenja može biti od običnog vojnika vojnika u gradskoj posadi do posadskog zapovjednika. Muhafiski naslov nosili su i vrlo visoki dužnosnici, poput bosanskih vezira, dakako kao glavni zapovjednici svih tvrđava u provinciji. Viši muhafizi u nekim naseljima poput Trebinja nazivaju se muhafiz, miri-muhafiz a drugdje miri-mirani-muhafiz, oni s pašinskim rangom miri-mirani-muhafizi. Npr. Osman Resulbegović, dok je bio miri-muhafiz zvao se begom, a kada je stekao rang miri-mirani-muhafiza stao se zvati pašom. Kapetani i dizdari, kao i niže age i prosti vojnici, koji su pod kapetanovim zapovjedništvom, spadaju u red muhafiza. Mustahfizi, azebi, farisi i martolosi su posadne postrojbe (muhafizi). Dubrovački prevoditelji osmanskih spisa i pisama zovu azebe pješcima i stražanima, farise konjicima, a martolose sejmenima. Svi su oni muhafizi. Muhafizi, vojnici i njihove starješine, imali su izdržavanje s raznih strana. Riječ mir ili emir ima također više značenja. Kad ju se doda riječi muhafiz znači starješinu vojnika čuvara. Miri-muhafiz i miri-mirani muhafiz razlikuju se po toe što je miri-miran starješina nad starješinama. U Dubrovačkoj Republici prijevodi na talijanski za muhafiza ili miri-muhafiza su commandante i custode, a dužnost njegovu, koja se zove 'muhafeze, s custodia.